# Zos Kia Cultus (Here and Beyond)
Zos Kia Cultus (Here and Beyond) é o sexto álbum de estúdio da banda polonesa de Black/Death Metal Behemoth.
Título do álbum, "Zos Kia Cultus", refere-se à magia criada e praticada pelo ocultista inglês Austin Osman Spare.

## Lista de faixas
Todos os arranjos creditados a Behemoth.
| N.º | Título                                   | Letras                      | Música                 | Duração |  |
| 1.  | "Horns ov Baphomet"                      | Nergal                      | Nergal                 | 6:34    |  |
| 2.  | "Modern Iconoclasts"                     | Nergal                      | Nergal                 | 4:24    |  |
| 3.  | "Here and Beyond (Titanic Turn ov Time)" | Krzysztof Azarewicz         | Nergal                 | 3:25    |  |
| 4.  | "As Above So Below"                      | Krzysztof Azarewicz         | Nergal                 | 4:59    |  |
| 5.  | "Blackest ov the Black"                  | Nergal                      | Nergal                 | 3:41    |  |
| 6.  | "Hekau 718" (Instrumental)               | Krzysztof Azarewicz         | Trotzky, Nergal        | 0:52    |  |
| 7.  | "The Harlot ov the Saints"               | Krzysztof Azarewicz         | Nergal                 | 2:46    |  |
| 8.  | "No Sympathy for Fools"                  | Nergal                      | Nergal, Havok          | 3:48    |  |
| 9.  | "Zos Kia Cultus"                         | Krzysztof Azarewicz         | Nergal                 | 5:32    |  |
| 10. | "Fornicatus Benefictus" (Instrumental)   | Austin Osman Spare          | Raven Moonshae, Nergal | 0:52    |  |
| 11. | "Typhonian Soul Zodiack"                 | Krzysztof Azarewicz         | Nergal                 | 4:28    |  |
| 12. | "Heru Ra Ha: Let There Be Might"         | Nergal, Krzysztof Azarewicz | Nergal                 | 3:03    |  |

## Créditos
- Nergal - Vocal, Guitarra
- Inferno - Bateria
- Havoc - Guitarra
- Novy - Contrabaixo (artista convidado)
- Jerzy "U.Reck" Głód – sintetizador  (artista convidado)
- Raven Moonshae, Piotr "Trozky" Weltrowski – efeitos sonoros  (artistas convidados)